# Gesims
| Gesims |
| --- |
| Krönande gesims på Wheeling-Pittsburgh Steel Building i Wheeling, West Virginia. - Betydelse – övre horisontellt listverk på byggnad - Ursprung – från tyskan, eventuellt från latinets sima ('rännlist') - Olika ord – gesims eller kornisch |

Gesims (ibland kornisch) är den översta horisontella delen av ett entablement eller ett profilerat listverk, som kröner en byggnad och utgör avgränsning mellan fasad och yttertak. Gesims kan även vara ett horisontellt, framskjutande listverk på en fasad.
Ordet kommer från tyskans Gesims och var ursprungligen kanske en avledning från latinets sima ('rännlist'). En alternativ benämning, bland annat för liknande listverk inomhus, är kornisch.

## Beskrivning och användning
Utsmycknader ovanpå skåp och speglar kallas i antikvitetshandeln gesims eller krön.
Gesimsränna kallas en vattenränna som är uppbyggd ovanpå en takgesims och leder regnvattnet från taket ner i stuprör. Begreppet används även om andra rektangulära utskjutande vattenrännor som är inbyggda i tak.
En gesims som avskiljer två våningar kallas gördelgesims, medan en krönande gesims kallas huvudgesims eller kransgesims. Den doriska ordningens geison är en typ av kransgesims.
En gesims mellan husets sockel eller grund kallas sockel- eller fotgesims. En gesims över en dörr eller ett fönster kallas dörr- respektive fönstergesims medan en gesims under ett fönster kallas fönster- eller bröstningsgesims.

## Gesims
Det allmänna ordet för ett övre, horisontellt och yttre listverk är gesims. Detta ord används bland annat inom arkitekt- och byggnadsbranschen. Ordet har förekommit i skrift i svenskan sedan 1745. 
Profilerat listverk med i regel horisontal placering ovanför eller längs en fasad eller annan väggyta, samt som dörr- eller fönsterkrön. Allt efter listverkets placering på en fasad kan den skiljas i dörr- och fönsteröppningar – framförallt interiört – som kornisch. Detta är även benämningen för en list som döljer eller bär upp ett draperi- eller en gardinuppsättning. Kornisch är även en alternativ allmän benämning för ett övre, yttre listverk – det som vanligen kallas takgesims. Andra former av listverk som kan nämnas är gördelgesims och sockelgesims. 
Ordet kornisch är hämtat från franskans corniche eller italienskans cornice, och ursprungligen från latinets coronis ('krumelur') eller grekiskans κορωνίς, korōnis ('krökt', 'böjt'). Detta har även givit upphov till ordet corniche (efter franskans route à corniche), som benämning på en väg som löper längs med en bergssida på liknande sätt som en kornisch.

## Bildgalleri

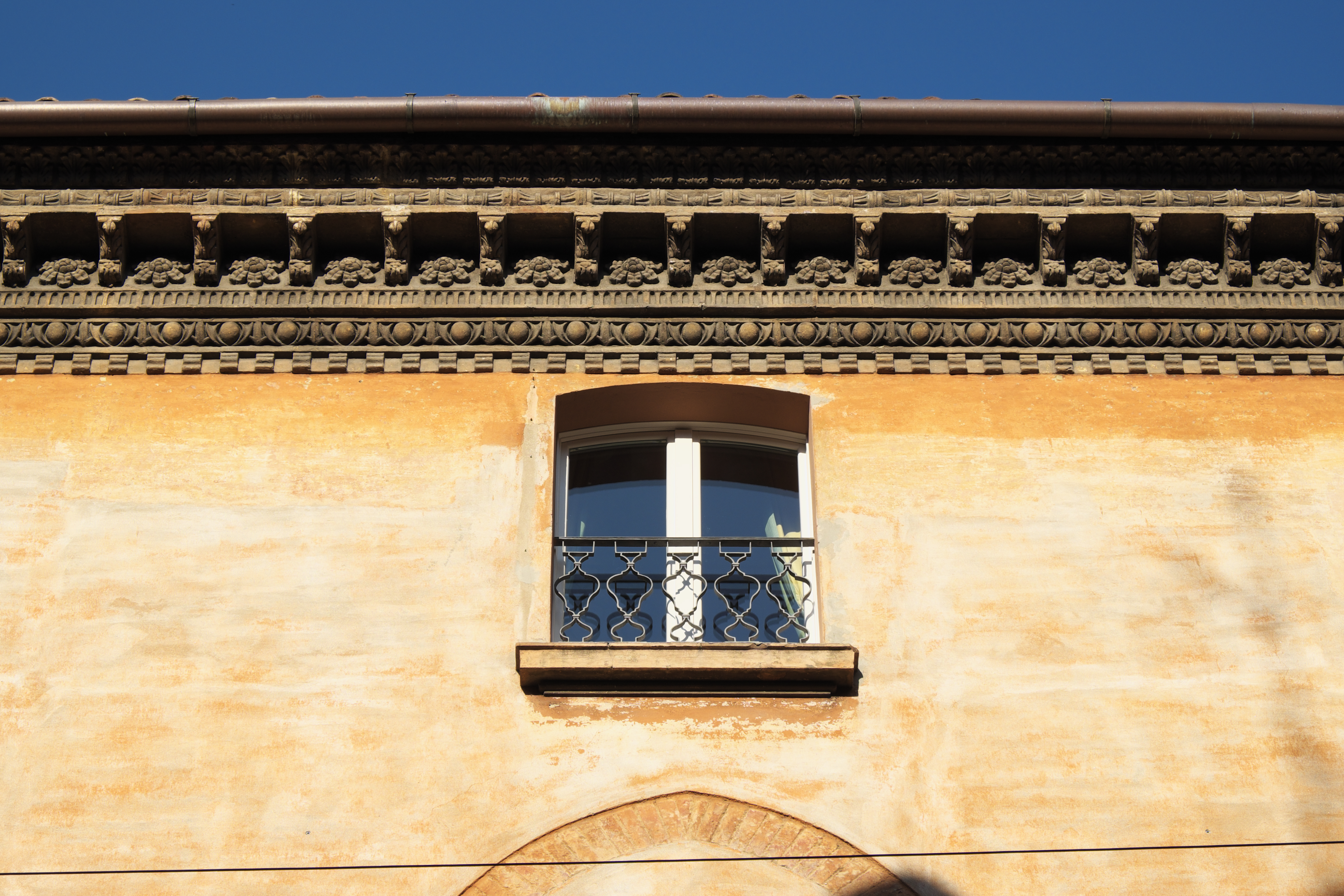
Krönande gesims på palats i Bologna.
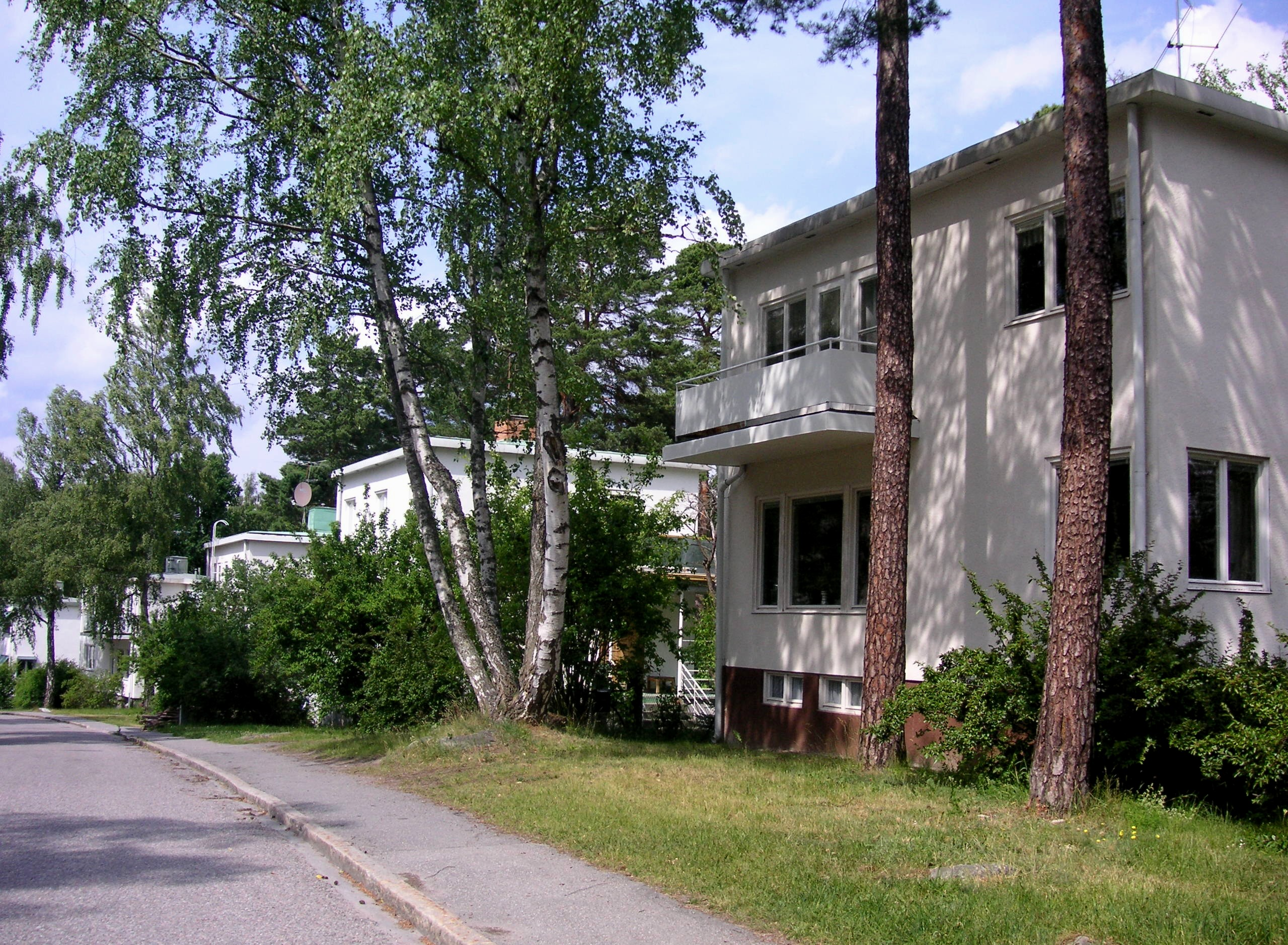
Hus med gesimsrännor i funktionalistisk stil (Södra Ängby).
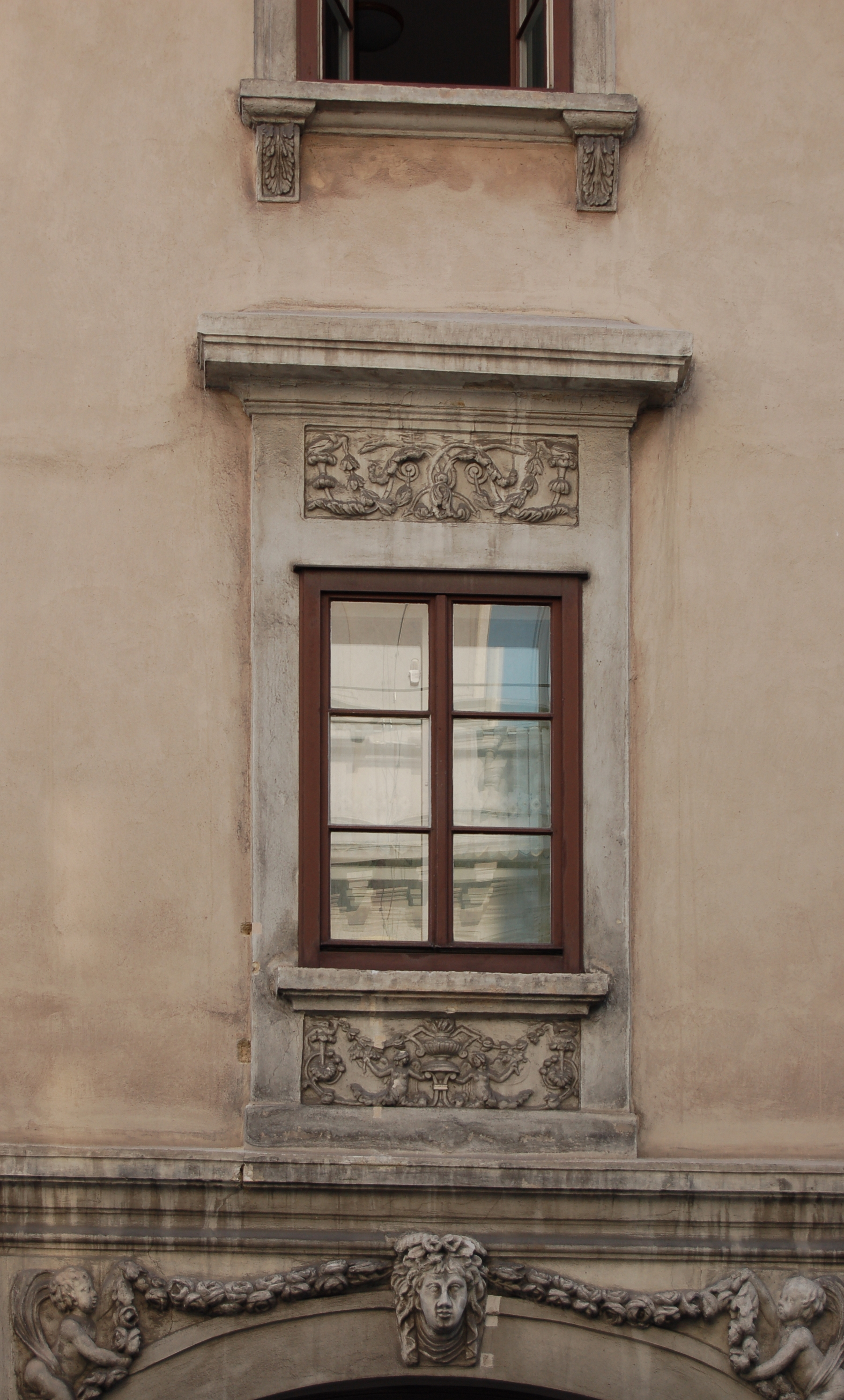
Kornisch över fönsteröppning (K-märkt byggnad i Wien).